# 一勝地村
一勝地村（いっしょうちむら）は、熊本県球磨郡にあった村。

## 歴史
- 1889年4月1日 - 町村制施行により、一勝地村、三ヶ浦村が合併し一勝地村が発足。
- 1954年4月1日 - 渡村、神瀬村と合併して球磨村となり、消滅。

## 教育
- 一勝地村立一勝地中学校
- 一勝地村立一勝地第一小学校
  - 岳本分校
  - 譲葉分校
- 一勝地村立一勝地第二小学校
  - 俣口分校